# Johny Tedesco

Alberto Felipe Soria Tedesco, conocido con el nombre artístico de Johny Tedesco o Johnny Tedesco (Buenos Aires, 1 de mayo de 1944) es un cantante, guitarrista, compositor y actor argentino, pionero del rock and roll latino y argentino.
Es considerado el primer autor y compositor hispanohablante que compuso y grabó un rock'n'roll en español en el año 1961, Rock del Tom Tom. También se lo considera referente de La Nueva Ola en Argentina, donde integró junto a Jolly Land, Palito Ortega, Violeta Rivas, Lalo Fransen, Nicky Jones, Chico Novarro y Raúl Lavié, entre otros, El Club del Clan, un programa musical muy popular en Argentina entre los años 1962 y 1964 que se emitió por Canal 13.También fue integrante de Los Red Caps junto a Palito Ortega, Lalo Fransen y Nicky Jones.
Participó en conocidos programas televisivos como Sábados Continuados, en 1964, y en 1965 en Bienvenido Sábado, ambos programas conducido por Antonio Carrizo.En 1965, tuvo su propio programa de TV Un chico llamado Johny, conducido junto a Mónica Lander. 
Incursionó también en cine, actuando en los films Club del Clan (1964), Cleopatra era Cándida (1964), Una ventana al éxito (1966), Escala musical (1966) y Plata quemada (2000).
En 2011 publicó a través de Barca discos 50 años de Rock And Roll, un disco que transita entre el blues y el rock con covers de reconocidas canciones de rock and roll. 
En febrero de 2019 fue invitado a participar de los festejos por el 25 aniversario del Rockin Race Jamboree, un festival de música rockabilly que se celebra en Málaga, España.
El 20 de abril de 2024 participó como invitado de Palito Ortega en su noche de despedida en el estadio Luna Park. Ese mismo año fue nombrado Personalidad Destacada de la Cultura de la Ciudad de Buenos Aires en un evento celebrado en la Legislatura el lunes 3 de junio, ante 300 invitados entre familiares, músicos, personalidades del ambiente artístico y fans del artista.
El reconocido líder y vocalista de Soda Stereo, Gustavo Cerati, supo declarar su admiración y fanatismo por Johnny.

## Biografía

### Inicios y debut televisivo
Vecino y residente hasta el día de hoy de la zona de Caballito-Almagro, Johny fue hijo único. Heredó la vocación artística de su padre quien fue cantante de tangos con el seudónimo de Roberto Landi. Aprendió la guitarra (primeramente, con su abuela), canto y baile. Su primera aparición en televisión fue en canal 7 a la edad de 9 años integrando un ballet infantil. En 1958, impulsado por un tío, se presentó como Tito Soria en Estampas y Variedades, programa conducido por Julio Bringuer Ayala, cantando folclore y bossa nova. En algunas presentaciones posteriores hizo covers de su ídolo Elvis Presley

### La firma con RCA y los primeros programas de TV
En 1961 fue convocado por Ricardo Mejía para hacer una prueba para RCA Víctor. En esa oportunidad cantó Zapatos de gamuza azul y Mujer de cabeza dura (ambos covers de Elvis Presley). Cuando le pidieron si puede interpretar alguna canción en castellano, este interpreta una canción de su autoría: Rock del Tom Tom, canción que es considerada el primer rock and roll en castellano. Esta canción fue editada como lado B junto al sencillo Vuelve primavera el 2 de junio de 1961.Posterior a ello publicó su primer LP Johny Tedesco En Hollywood.
Gracias al éxito de Vuelve primavera, del cual se vendieron más de medio millón de copias, el temprano éxito obtenido lo lleva a integrar el elenco de La cantina de la guardia nueva, por Canal 11, donde obtuvo el apodo de El rey del suéter, por los llamativos pulóveres que utilizaba. Tiempo después se estrenaron los temas Hermanita, Un montón de amor, Coqueta y Devuelvo tu carta, que le dieron mucha popularidad. En 1962 fue integrante del programa Ritmo y juventud, conducido por Dino Ramos en Canal 11.

### El club del Clan
Ya con más de 2 millones de discos vendidos en 1962 es convocado a integrar el grupo de El Club del Clan, ciclo televisivo emitido por Canal 13 y relacionado comercialmente con RCA Víctor. Estaba dirigido por María Inés Andrés y el grupo estaba conformado por Palito Ortega, Violeta Rivas, Johnny Tedesco, Nicky Jones, Chico Novarro, Jolly Land, Lalo Fransen y Raúl Lavié. El programa, que estaba bajo la orquesta y los arreglos de Oscar Toscano, llegó a tener más de 50 puntos de índice de audiencia.

## Años siguientes
En 1964, luego de la disolución del grupo, acompañó a Niní Marshall en Cleopatra era Cándida, exitoso film de Julio Saraceni con guiones de Abel Santa Cruz, y donde Tedesco además de actuar interpreta temas musicales. A finales de este año, condujo su propio programa Un chico llamado Johny, acompañado por la cantante Mónica Lander y después volvió a trabajar en Canal 13 en el ciclo "Escala musical", que fue llevada al cine en 1966. Estando en Canal 7, acompañó a Antonio Carrizo en Bienvenido Sábado, pero a su vez seguía sacando discos con nuevos temas como "Sabrás", "Mi alma lloró", "Miss Canguro", "Mental", "Atormentado", "Cruzando la línea", "Lejos de mí", "Te dirán", etc. En 1966 compuso un pequeño papel para Una ventana al éxito.
El jueves 6 de octubre de 1966 grabó en estudios junto a Ciro Fogliatta (Órgano)(integrante de Los Iracundos), Chango Pueblas (guitarra), Basilio "Turco" Adjaiye (batería), Alfredo Toth (Bajo) y Litto Nebbia (segunda voz, coros y palmas) (todos integrantes de Los Gatos Salvajes y luego de Los Gatos) un cover de la banda The Turttles: You, Baby. Esta canción fue presentada en el programa de TV La Escala Musical. Los músicos, en esa oportunidad, acompañaron como banda a Tedesco, en el playback.Junto a esta canción también grabó como lado A la canción Era Un Muchacho Como Yo Que Gustaba De Los Beatles Y Rolling Stones,  una adaptación de la canción He was a friend of mine de Bob Dylan. En castellano, la canción fue un mensaje de protesta por discriminar a quienes usaban el pelo largo, en pleno onganiato. En Argentina el sencillo fue publicado con el nombre artístico de Johnny y Los Downtown. Mientras que otros países, como Colombia, fue publicado bajo el nombre artístico Johnny, con una imagen del rostro de Johnny.
En 1969 siendo el miembro más roquero del Club del Clan, decidió renovarse. Amante del Rhythm & Blues, grabó un disco sencillo orientado hacia la estética de ese género y del hard rock. Para ello, convocó a Claudio Gabis (Manal) en guitarra y órgano, David Lebón en bajo, y otros músicos que comienzan a destacarse en la escena porteña. Con ese acompañamiento registra "La Gata de piel oscura", tema en el que composición, instrumentación e interpretación reflejan su veta más roquera, siendo inspiración de los futuros músicos de rock de Argentina.

### Su etapa en USA
En 1972 se radicó en Estados Unidos varios años continuando con su carrera y dándole forma a su costado más blusero. Durante esa etapa llevó su música por Nueva York, Chicago y Los Ángeles.
En 1977 Johnny graba el disco "Rock en castellano" para MICROFON Argentina, en los estudios ION, donde se paseó por clásicos del Elvis Presley como "Long Tall Sally", "Blue Suede Shoes" y "Hound Dog", acompañado por las guitarras de Ricardo Lew.
En 1986 sacó para la CBS el disco "Johnny Fuga". Con sonidos típicos de los años ochenta, pero sin dejar de lado las canciones roqueras.
En 1996 integró el elenco de un film inédito dirigido por Raúl Perrone y en septiembre de 2009 estrena un nuevo disco denominado "El regreso". 
En 2011 edita "50 años de Rock And Roll". Un material de blues, rock, folk y country rock en donde aparece como coautor Fernando Goin, quien junto con el hijo de Tedesco, Alan Vega Soria, llevaron adelante la producción y guitarras de dicho material.   
En 2016 encabezó uno de los festivales más importantes de Europa de rockabilly, el Rockin Race Jamboree que tiene lugar en Torremolinos, Málaga España.
En 2017 editaron junto a Fernando Goin, gran exponente del blues y el country en Argentina, un disco a dúo llamado "Andando y Andando". El material incluye blues, rock and roll, country, y hasta una chacarera. El disco fue producido por Alan Vega Soria, hijo de Johnny.
Recientemente en 2020 editó como adelanto de su próximo disco, un ep y video con mucha potencia y rock and roll del más puro.

## Influencia
Gustavo Cerati, reconocido vocalista, guitarrista, compositor e integrante de la banda de rock Soda Stereo era fan confeso de Johnny, tal como se describe en el libro Cerati: La biografía definitiva.

Los sábados a la noche, las casas que tenían un televisor se paralizaban frente a la pantalla da canal 13 para ver El Club del Clan, un programa musical que Lilian y Juan José no se perdían nunca. Gustavo lo miraba con ellos y se había hecho fanático de Johny Tedesco, la estrella adolescente del programa. Pegado a la tele, lo miraba fascinado: un chico rubio y angelical de 15 años (sic) que imitaba a Elvis Presley y tenía un puma de mascota. Johny Tedesco imitaba a Elvis y Gustavo imitaba a Johny Tedesco. Era su primer ídolo.
Juan Morris

Esta influencia también es relatada por Lilian Clarke, madre de Gustavo, en el documental del Canal A dedicado al líder de Soda Stereo.Johnny y Gustavo coincidieron en una cena de la Sociedad de Autores en donde este le confirmó su temprano fanatismo.
Javier Martínez, pionero del blues nacional y líder de Manal, solía reivindicar a Johnny y Sandro, a quienes conocía de la época en que frecuentaban La Cueva como pioneros del rock nacional, remarcando que eran piedra fundacional del generó mucho antes que La Balsa de Los Gatos. 
La Gata de piel oscura y Solo sencillo publicado por Johnny en 1969 tiene en si un valor testimonial, toda vez que participan en ella ilustres músicos como Gabis en acompañamiento de guitarra, David Lebón en bajo, Freddy Izorragastúa, exintegrante de Los Seasons y Alejandro Medina. En teclados  Emilio Kauderer (reconocido músico  que recibió el Grammy latino por su trabajo en el álbum de Bajofondo de 2002 Bajofondo Tango Club).
Pajarito Zaguri, otro pionero del rock nacional y habitué de La Cueva, comento en una entrevista al conductor radial Luis María Calcagno que  «a Johnny Tedesco había que hacerle un monumento por todo lo que hizo por el rock nacional». 

## Filmografía
Intérprete:
- No seas cruel (inédita - 1996)
- Una ventana al éxito (1966)
- Escala musical (1966)
- Cleopatra era Cándida (1964)
- Club del Clan (1964)

Temas Musicales:
- Cleopatra era Cándida (1964)

## Discografía
- 1961: "Johny Tedesco en Hollywood" - RCA VICTOR
- 1963: "Johny Tedesco" - RCA VICTOR
- 1964: "Johny Tedesco" - RCA VICTOR
- 1964: "Los Red Caps" - RCA VICTOR
- 1965: "El fabuloso" - RCA VICTOR
- 1965: "El Baile Ce Zorba El Griego" - RCA VICTOR
- 1967: "Johnny Tedesco con Los Supersónicos" - RCA VICTOR
- 1967: "Johnny" - RCA VICTOR
- 1972: "El ídolo latinoamericano" - PHILIPS
- 1977: "Rock en castellano" - MICROFON ARGENTINA S.A.
- 1986: "Johnny y Fuga" - CBS
- 1991: "Personal"
- 1997: "Grandes Éxitos" - BMG ARIOLA ARGENTINA
- 1998: "El Club del Clan" - BMG ARIOLA ARGENTINA
- 2008: "Rock Del Tom Tom" - FLORIDITA
- 2008: "El regreso" - BARCA DISCOS
- 2011: "50 años con el rock and roll" - BARCA DISCOS
- 2017 "Andando y Andando" Tedesco-Goin - ACQUA RECORDS
- 2020 "Voy a lo Simple" (Ep)

## Simples/Singles/EPS/Promocionales
- 1961: Vuelve Primavera / Rock del Tom Tom - RCA VICTOR
- 1961: "Boogie de la niñera / Corina, Corina" (Simple) - CRC
- 1961: "Johny Tedesco" (EP) - RCA VICTOR
- 1961: "Le Roi Du Rock - Sud Americain" (EP) - RCA VICTOR
- 1961: "Muñequita / Un montón de amor" (Simple) - RCA VICTOR
- 1961: "Vuelve primavera" (EP) - RCA VICTOR
- 1962: "Necesito tu amor ésta noche / Ella no eres tu" (Simple) - RCA VICTOR
- ????: "Mi alma lloró / Cuando verás a mi chica" (Simple) - RCA VICTOR
- ????: "Zapatos de pon pon / Mental" (Simple) - RCA VICTOR
- 1962: "Johny Tedesco" (EP) - RCA VICTOR
- 1963: "Johny Tedesco" (EP) - RCA VICTOR
- 1963: "Miss canguro" (EP) - RCA VICTOR
- 1963: "Eres un demonio disfrazado / Los celos de Otela" (Simple) - RCA VICTOR
- 1963: "Miss Canguro / Te dirán" (Simple) - RCA VICTOR
- 1964: "Sabrás / Desquite" (Simple) - RCA VICTOR
- 1964: "Cleopatra Nueva Ola" (EP) - RCA VICTOR
- 1964: "Mi alma lloró" (EP) - RCA VICTOR
- 1964: "Vuelve a mi barquita" (EP) - RCA VICTOR
- 1964: "Vuelve a mi barquito / Lejos de mi" (Simple) - RCA VICTOR
- ????: "Te acordás, hey Jude / Hair" (Simple) - RCA VICTOR
- 1971: "Johnny Tedesco" (EP) - PHILIPS
- 1972: "Eres consentida / Es el tiempo de las flores" (Simple) - PHILIPS
- 1972: "Chuka Pichuka / Muchacha del río ¿dónde estás?" (Simple) - PHILIPS
- 1973: "Tengo en ti tres rosas / Tu" (Simple) - MUSIC HALL
- 1974: "Ahora lo sé, te amo" (Simple) - MUSIC HALL
- 1974: "Te quiero tanto / Ahora lo se, te amo" (Simple) - MUSIC HALL
- 1986: "Crónica usual / Cruzando la línea" (Simple) - COLUMBIA
- 2020: "Voy a lo Simple" Ep

## Televisión
- Mancinelli y familia (1980)
- "Johnny Be Goode" Canal Music 21 (1995)

## Premios y reconocimientos
El 3 de 2024 la Legislatura de la Ciudad Autónoma de Buenos Aires lo distinguió Personalidad Destacada de la Ciudad Autónoma de Buenos Aires en el ámbito de la cultura.
El 18 de junio de 2025 Johnny recibió, como parte de la edición de Los Premios Gardel 2025, en el Teatro Brodway, un reconocimiento por su trayectoria profesional.